# Сагарика Шрирам
Сагарика Шрирам (род. 2005, Ченнаи) — климатическая активистка из Эмиратов. Она выступает за экологические права, а также входит в Детский консультативный комитет Комитета ООН по правам ребёнка. В 2023 году Шрирам была включена в список 100 женщин по версии Би-би-си.

## Биография
Шрирам, лидер климатического движения в Дубае, ОАЭ, родом из Ченнаи, Индия. В возрасте 10 лет Шрирам, используя свои навыки программирования, создала веб-портал Kids4abetterworld, целью которого является обучение детей по всему миру и оказание им помощи в проектах по устойчивому развитию общества. Она поддерживает эту идею с помощью экологических программ, которые предлагаются как вживую, так и в онлайн-режиме, показывая детям, как они могут повлиять на изменение климата. Шрирам была зачислена на курс HTML-кодирования и веб-дизайна в Центре талантливой молодежи имени Джонса Хопкинса (CTY). Конечный результат проекта был реализован в проекте «Дети за лучший мир» (K4BW). Вскоре после этого она поняла, что хочет сделать K4BW чем-то, к чему смогут получить доступ люди по всему миру. K4BW провела серию летних семинаров по устойчивому развитию, чтобы повысить осведомлённость школьников о проблемах климата. Шрирам и её коллеги рассказали участникам об опасностях глобального потепления и способах их смягчения. В 2023 году она была включена в список 100 женщин по версии Би-би-си.